# Даниъл Карлтън Гайдъшек
Да̀ниъл Ка̀рлтън Га̀йдъшек (на английски: Daniel Carleton Gajdusek, [ˈdænjəl 'kɑɹltən ˈɡaɪdəʃɛk]) е американски лекар.
Роден е на 9 септември 1923 година в Йонкърс край Ню Йорк в семейство на имигранти, баща му е словак, а майка му е унгарка. През 1943 година завършва Рочестърския унивреситет, а през 1946 година получава и докторска степен по медицина в Харвардския университет. По време на военната си служба през 1951 – 1954 година работи във военна вирусологична лаборатория. Работи в Националните институти по здравеопазване, където дълги години ръководи лаборатория за вирологични и неврологични изследвания. Най-известен е с откриването на причинителя на болестта куру и работата си върху подобни вируси с нетипично поведение. През 1976 година получава, заедно с Барух Блумбърг, Нобелова награда за физиология или медицина. През 1996 година е осъден на една година затвор за блудство с малолетен, а след като е освободен живее в Европа.
Даниъл Карлтън Гайдъшек умира на 12 декември 2008 година в Тромсьо, Норвегия.